# 이안 디올
이안 디올 (iann dior로 적는다)로 알려진 Michael Ian Olmo는 푸에르토리코의 래퍼, 가수 및 작곡가이다. 2019년 싱글 "Emotions"와 "Gone Girl"로 유명세를 탔고, 후자는 그의 데뷔 앨범 Industry Plant(2019)의 리드 싱글로 사용되었다. 2020년에 이안 디올은 24kGoldn의 싱글 "Mood"에 참여하여 빌보드 핫 100 1위에 올랐다. 이는 이안 디올의 첫번째이자 가장 높은 차트 순위 기록이 되었다.

## 어린 시절
미셸 이안 올모(Michael Ian Olmo)는 1999년 3월 25일 푸에르토리코의 아레시보 지역에서 아버지 Tommo와 어머니Anabelle Llamo 사이에서 태어났다. 어릴 때에 텍사스 주 코퍼스 크리스티로 이주하여 어린 시절 대부분을 보냈다. 원래 모국어는 스페인어였지만 미국 억양을 쉽게 익혔다.
이안 디올의 아버지는 어렸을 때 미국 해군에서 복무했다. 그의 부모는 엄격했고, 그가 악한 음악을 듣다 걸리면 꾸짖으셨다.

## 직업
디올은 원래 Mononym Olmo라는 이름으로 음악을 만들기 시작했지만 2019년 초에 Iann Dior로 이름을 변경했다. 그는 몇 주 만에 SoundCloud에서 수십만 번의 플레이를 기록한 "Emotions"와 같은 트랙을 출시하면서 빠르게 인기를 얻었다.
Dior의 노래는 그 후 계속해서 주목을 받았으며 인터넷 머니 레코드즈, 텐 따오즌드 프로젝트 및 케롤라인 레코드 와 음반 계약을 체결했다. 불과 몇 달 후, 디올은 그의 가장 잘 알려진 싱글 "Gone Girl"을 발표했다. 이후 많은 활동을 하고 곡을 내며 인기를 얻다가 2020년 7월, 24k골든의 "Mood "에 출연하면서 처음으로 빌보드 핫 100 차트에 올랐으며 차트 1위를 기록했다.